# Hōyoku
Hōyoku (鵬翼?) è un album pubblicato dai Mucc il 23 novembre 2005. L'edizione limitata dell'album include un DVD contenente un filmato del loro Tour Europeo. La prima stampa include un secondo disco contenente due canzoni extra e la cover venne fatta blu invece che marrone. L'album raggiunse la posizione nº 22 nella classifica Oricon.

## Tracce
Disco 1
1. Kagayaku Sekai (輝く世界?) – 5:26 (testo: Tatsurou – musica: Miya)
2. Saru (サル (?)) – 3:31 (testo: Miya – musica: Miya)
3. Akasen (赤線?) – 3:10 (testo: Miya – musica: Miya)
4. Saishū Ressha (最終列車?) – 4:27 (testo: Tatsurou – musica: Miya)
5. 1R – 4:46 (testo: Tatsurou – musica: Satochi)
6. Mukashi Kodomo Datta Hitotachi e (昔子供だった人達へ?) – 5:00 (testo: Tatsurou – musica: Satochi)
7. Tonbi (鳶?) – 3:34 (testo: Miya – musica: Tatsurou, Miya)
8. Ame no Orchestra (雨のオーケストラ (Ame no ōkesutora?)) – 5:47 (testo: Tatsurou – musica: Yukke)
9. Komorebi (こもれび?) – 4:42 (testo: Miya, Yukke – musica: Yukke, Miya)
10. Kumo (蜘蛛?) – 2:46 (testo: Miya – musica: Miya)
11. Monster (モンスター?, Monsutā) – 5:15 (testo: Tatsurou – musica: Yukke, Miya)
12. Yasashii Kioku (優しい記憶?) – 5:03 (testo: Tatsurou – musica: Miya)
13. Kokoro no Nai Machi (心のない町?) – 4:54 (testo: Tatsurou – musica: Miya)
14. Tsubasa (つばさ?) – 5:30 (testo: Tatsurou – musica: Miya)

Disco 2 (bonus)
1. Shadan (遮断?) – 3:50 (testo: Miya – musica: Miya)
2. Saishū Ressha -70's Ver- (最終列車～70'S ver.～?) – 4:05 (testo: Tatsurou – musica: Miya)